# Brian Hall
Brian Hall (ur. 5 czerwca 1961) – amerykański sędzia piłkarski pochodzący z Kalifornii. Został sędzią FIFA w 1992. Sędziował dwa spotkania na Mistrzostwach Świata 2002. Był wybrany na arbitra roku w Major League Soccer w latach 2003, 2005, 2006 i 2007.

## Prowadzone spotkania Mistrzostw Świata 2002
Mecze fazy grupowej:
- 3 czerwca:  Włochy 2 : 0 Ekwador
- 12 czerwca:  Nigeria 0 : 0 Anglia